# دین پیچفورد
دین پیچفورد (انگلیسی: Dean Pitchford؛ زادهٔ ۲۹ ژوئیهٔ ۱۹۵۱) ترانه‌سرا، فیلم‌نامه‌نویس، رمان‌نویس، کارگردان فیلم و بازیگر اهل ایالات متحده آمریکا است.
او تا کنون نامزدِ دریافتِ ۲ جایزه تونی، ۸ جایزه گرمی، ۳ جایزه گلدن گلوب و ۴ جایزه اسکار بوده که از این میان، برندهٔ ۱ جایزه گلدن گلوب و ۱ جایزه اسکار بهترین ترانه (۱۹۸۰) و یک جایزه کیبل‌ای‌سی‌ئی شده است. نام او در سال ۲۰۲۴ در تالار مشاهیر ترانه‌پردازان جای گرفت.